# Falcon 9
Falcon 9 is een tweetrapsraket uit de Falcon-reeks, ontworpen en gebouwd door SpaceX. Hij maakte in 2010 zijn introductievlucht. Het raketontwerp is sindsdien stapsgewijs geüpgraded waardoor de prestatiekracht flink toenam. 
De "9" in de naam "Falcon 9" verwijst naar de samenstelling van negen Merlin 1-raketmotoren in de "core-booster". Deze eerste trap is ontwikkeld om meerdere keren te gebruiken en werd in "vlucht 32" op 31 maart 2017 voor het eerst daadwerkelijk opnieuw ingezet na gebruik in "vlucht 23" op 8 april 2016. Door deze ontwikkeling kan Spacex naar verwachting tot 30% besparen op de kosten per lancering vanaf begin 2018.
De Falcon 9 is sinds 2017 op jaarbasis de meest gelanceerde draagraket van de wereld. In november 2018 werd de Falcon 9-Block-5 door NASA’s Launch Services Program gecertificeerd als categorie 3-lanceertuig. Daarmee wordt de Falcon 9 uiterst betrouwbaar geacht en is de raket goedgekeurd voor lanceringen van NASA’s duurste satellieten en ruimtesondes. Sinds 2020 wordt de raket ook voor het lanceren van de bemande ruimteschepen van het type Crew Dragon ingezet. 
SpaceX groeide door het succes van de Falcon 9, waarmee er in 2018 twintig lanceringen werden uitgevoerd, uit tot de marktleider op het gebied van lanceringen. Anno 2024 worden wekelijks twee of meer Falcon 9’s gelanceerd.

## Specificaties

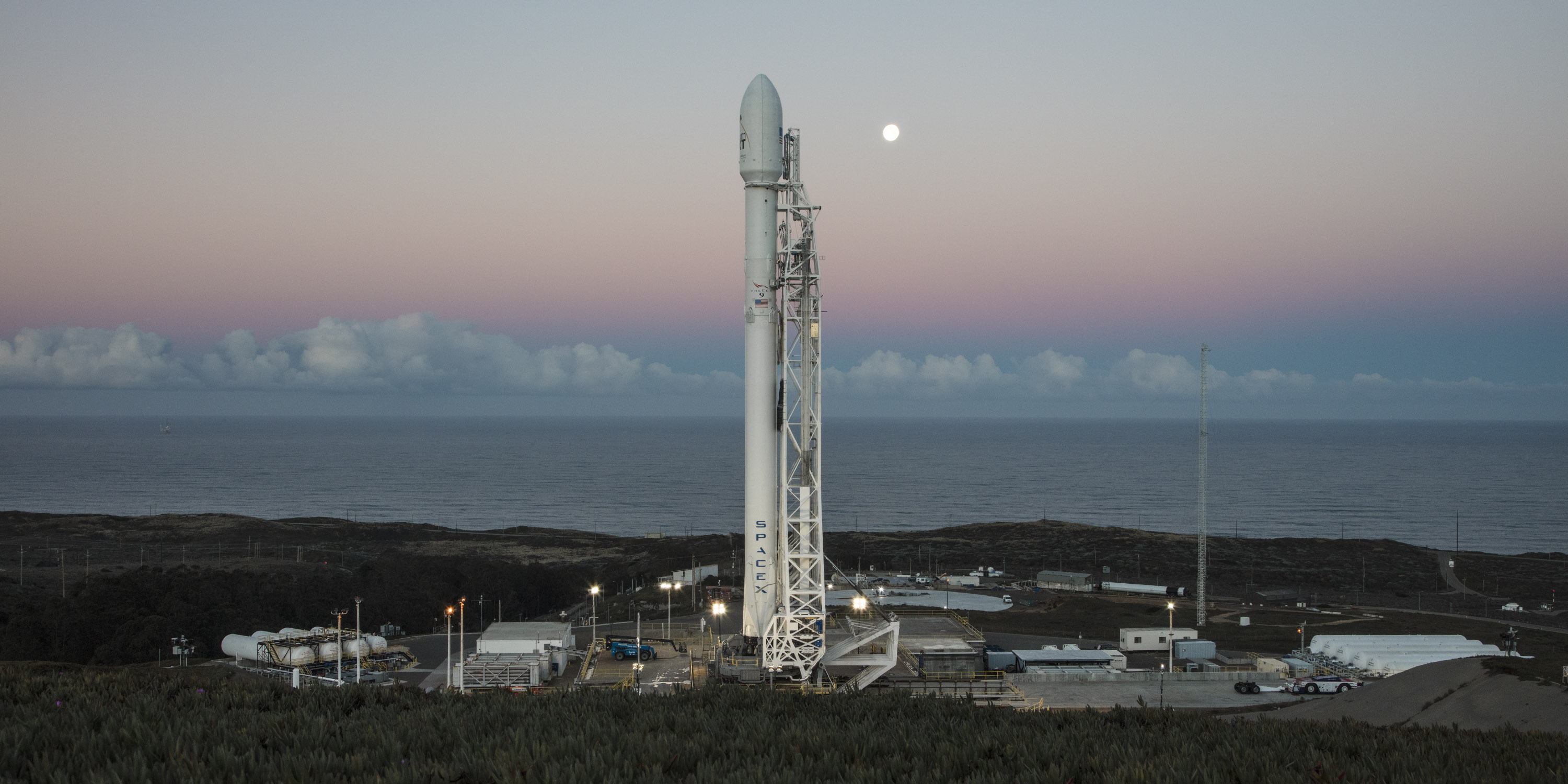
Een Falcon 9 FT aan de vooravond van de lancering van missie Iridium NEXT 1 op lanceercomplex SLC-4E van Vandenberg Air Force Base.

De Falcon 9-Block-5, de huidige en definitieve uitvoering van Falcon 9 die in mei 2018 zijn eerste vlucht maakte is in staat om in "expendable mode" 22.800 kilogram aan vracht in een LEO (low Earth orbit, lage baan) te brengen, dat is een baan op een hoogte van ongeveer 350 tot 1400 kilometer, wanneer de beschikbare stuwkracht volledig benut wordt. Er kan een vracht van 8.300 kg in een GTO (geosynchronous transfer orbit, geosynchrone overdrachtbaan) gebracht worden, niet te verwarren met een GSO (geosynchronous orbit, geosynchrone baan): de vracht van maximaal 8.300 kg moet zelf de raketmotor en brandstof hebben voor de overgang van GTO naar GSO.
Het maximale gewicht van de lading wordt kleiner als de eerste trap van de Falcon 9 van het herbruikbare type is, ongeveer dertig tot veertig procent minder. Overigens komt het weinig voor dat de huidige uitvoering Falcon 9-Block-5 in expendable mode vliegt. Het is goedkoper om een Falcon Heavy in te zetten dan een Block-5-booster in zee te dumpen en een nieuwe te moeten bouwen.

### Ontwikkeling

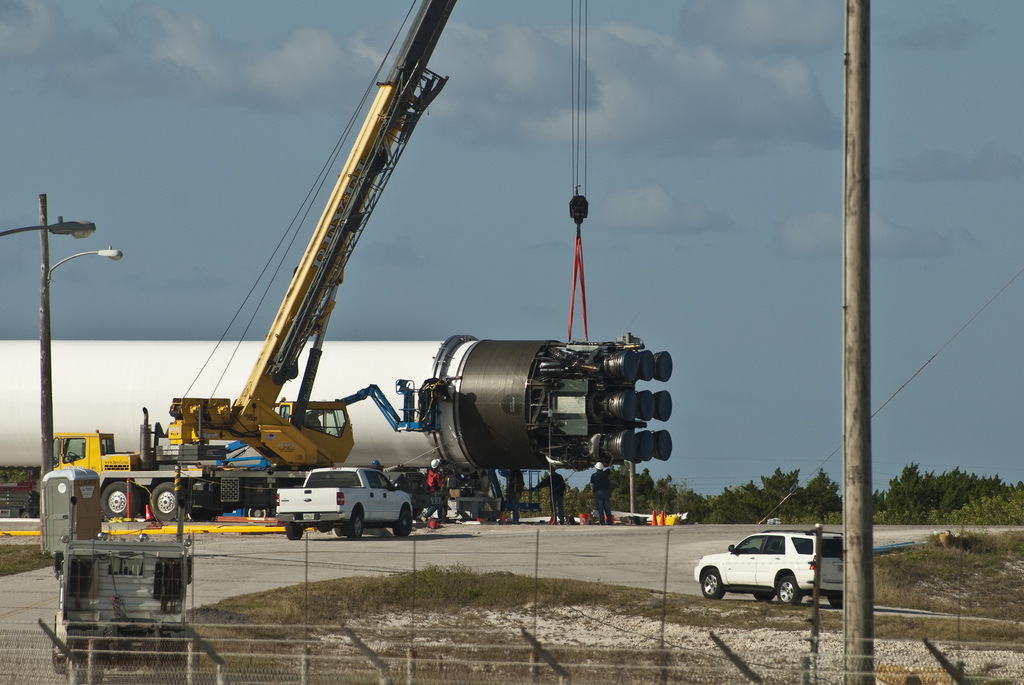
De eerste Falcon 9 werd in 2008 voor de mating test op het parkeerterrein bij Cape Canaveral Lanceercomplex 40 in de openlucht geassembleerd.

Het eerste ontwerp van de Falcon 9 werd in 2005 gepresenteerd en zou aanvankelijk met Merlin 1B-motoren worden uitgerust en een krachtiger negenmotorige variant zijn van de vijfmotorige Falcon 5 die SpaceX al in ontwikkeling had. De Merlin 1B werd echter doorontwikkeld tot de krachtiger Merlin 1C, die zich bewees op de Falcon 1. De Falcon 5 werd uiteindelijk geannuleerd en ook Falcon 1-operaties werden stopgezet. 
Voor de ontwikkeling van de Falcon 9 ontving SpaceX vanaf 2006 subsidies van NASA in het kader van Commercial Orbital Transport Services-programma waarvoor SpaceX ook de Dragon ontwikkelde. In 2008 werden op SpaceX' testterrein in McGregor de eerste tests met een Falcon 9 uitgevoerd en werd nabij Cape Canaveral Lanceercomplex SLC-40 bij gebrek aan een hangar (die nog gebouwd moest worden) in de open lucht een eerste Falcon 9 1.0 geassembleerd en op het lanceerplatform gezet voor een mating-test waarbij gekeken werd of alle grond- en raketsystemen goed pasten en samenwerkten. Bijzonder aan deze raket was dat deze met een "payload fairing" was uitgerust. De Falcon 9 1.0 heeft namelijk nooit met payload fairing gevlogen. In 2010 was alles gereed voor de eerste lancering.

### Operationeel
De eerste Falcon 9-vlucht werd, na enkele keren te zijn uitgesteld, op 4 juni 2010 vanaf platform 40 van de ruimtehaven Cape Canaveral Air Force Station met succes gelanceerd. De lading van deze raket, een Dragon-massasimulator, werd in een baan om de aarde gebracht. De tweede vlucht, de eerste met het onbemande SpaceX Dragon-ruimtevaartuig boven op de draagraket gemonteerd, vond plaats op 8 december 2010. Na de lancering vanaf Cape Canaveral ging de Dragon twee keer rond de Aarde om uiteindelijk in de Grote Oceaan te eindigen.
De eerste uitvoeringen van de Falcon 9 vielen in de "medium lift"-categorie, maar door een aantal tussentijdse aanpassingen is de transportcapaciteit naar de lage aardbaan vergroot tot meer dan 20.000 kg, met als gevolg dat latere uitvoeringen van de raket geclassificeerd worden als "heavy lift vehicle" (categorie zwaar transport).
SpaceX heeft een contract met NASA om het Internationaal ruimtestation (ISS) te bevoorraden, in het kader van het "Commercial Resupply Services"-programma. Daartoe wordt de Dragon-module gelanceerd met het rakettype Falcon 9. Voor het "Commercial Crew-programma" wordt volgens planning vanaf 2019 ISS-bemanning vervoerd met Dragon 2, met eveneens een Falcon 9 als raket voor de lanceringen. Ook is de Falcon 9 door het Pentagon als EELV gecertificeerd voor al dan niet geheime militaire missies. Verder wordt de Falcon 9 ingezet voor lancering van zowel commerciële als overheidssatellieten.
De Falcon 9 is in staat om meerdere satellieten tegelijk te lanceren. Om die reden heeft SpaceX de lichtgewicht-Falcon 1 – die aan de basis van de technologie van de Falcon 9 stond – buiten gebruik gesteld. Voor zogenaamde polar-orbit-missies die een baan om de aarde over de noord- en zuidpool hebben of (de zelden voorkomende) missies die tegen de draairichting van de aarde in gaan (naar het westen vliegend dus), lanceert SpaceX ook Falcon 9- en eventueel in de toekomst Falcon Heavy-raketten vanaf Vandenberg Air Force Base in Californië.
Sinds 2017 wordt de eerste trap van de Falcon hergebruikt. Niet alle klanten wilden in het begin gebruik maken van de goedkopere gebruikte boosters. Dat veranderde al snel. NASA en commerciële klanten gingen al gauw gebruikte boosters toestaan. In 2020 stond het Pentagon voor het eerst gebruikte boosters toe voor de lancering van nationale veiligheidssatellieten (in dit geval GPS-satellieten) waarmee ook de laatste grote klant van SpaceX om is en de veiligheid van zogenaamde flight proven booster erkent.

## Ontwerp

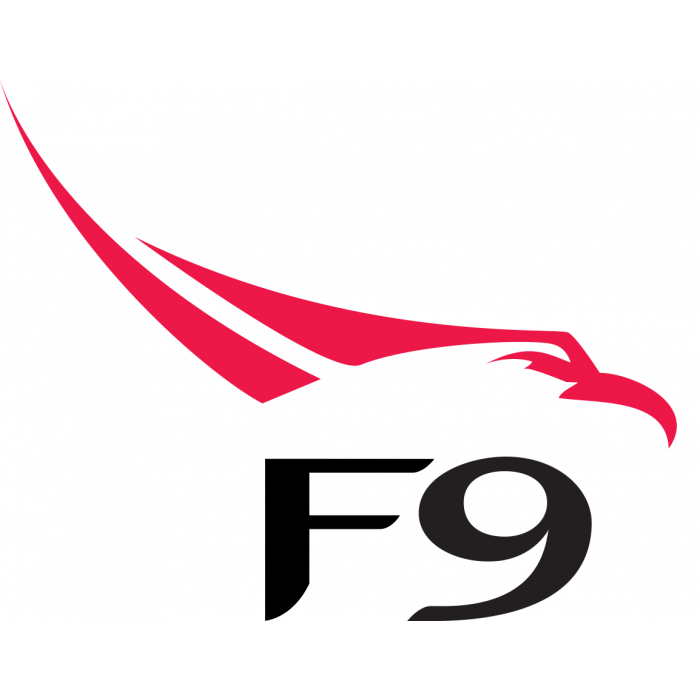
Het logo van de Falcon 9

De Falcon 9 is een lange maar betrekkelijk smalle tweetrapsraket. De diameter van beide rakettrappen is 3,66 meter. Dit is de maximum diameter waarmee het mogelijk is om ze over de weg te kunnen vervoeren tussen de fabriek in het Californische Hawthorne, de testfaciliteiten in Texaanse McGregor, en de lanceerfaciliteiten in Florida, Zuid-Texas en Californië. Bij een grotere diameter zouden tunnels, viaducten, bruggen en bovengrondse telefoon-en-elektriciteitsleidingen obstakels vormen.

### Trappen
Falcon 9 is opgebouwd uit twee trappen. De eerste trap wordt vaak de "core-booster" genoemd en de tweede trap wordt "upperstage" genoemd. De core-booster wordt voortgestuwd door negen SpaceX Merlin 1C- of 1D-raketmotoren met een totale voortstuwingskracht van ongeveer 5,8 MN. De Merlins worden ontstoken met TEA/TEB, een pyrifore ontstekingsvloeistof die een mix is van tri-ethylboraan en tri-ethylaluminium. Het gewicht van een lege core-booster is ongeveer 27.000 kg en de hoogte is 48 meter (inclusief de vaste tussenring). De bovenste trap wordt voortgestuwd door een, voor vacuüm aangepaste, Merlin-motor. Zowel Merlin 1C als 1D werken op RP-1 als brandstof, een voor raketaandrijving aangepaste kerosine. Voor de chemische reactie (ontbranding) wordt vloeibare zuurstof ("liquid oxygen", afgekort als LOX) ingezet. 
Vier kleine hypergolische Draco-motoren zorgden op de Falcon 9 1.0 voor de besturing, op de latere uitvoeringen zijn deze vervangen door stuwers van koud-stikstofgas (nitrogen cold gas thrusters). Voordeel hiervan is dat de zeer giftige brandstof hydrazine niet meer aan boord van de Falcon zelf is waardoor een gelande booster betrekkelijk snel, veilig te benaderen is. Veel ladingen zoals Dragons en satellieten gebruiken echter wel hydrazine.
Voor de gecontroleerde landing is de core-booster onderaan uitgerust met een landingsgestel bestaand uit vier hydraulisch uitklapbare poten met een locking-mechanisme en bovenaan zogenaamde "grid fins" om na terugkeer in de atmosfeer mee te kunnen sturen. Om de brandstoftanks onder druk te houden wanneer tijdens de vlucht de brandstof eruit gebruikt wordt, zitten er heliumflessen in de tanks die de vrijkomende ruimte aanvullen met helium.

### Varianten

#### Falcon 9 v1.0

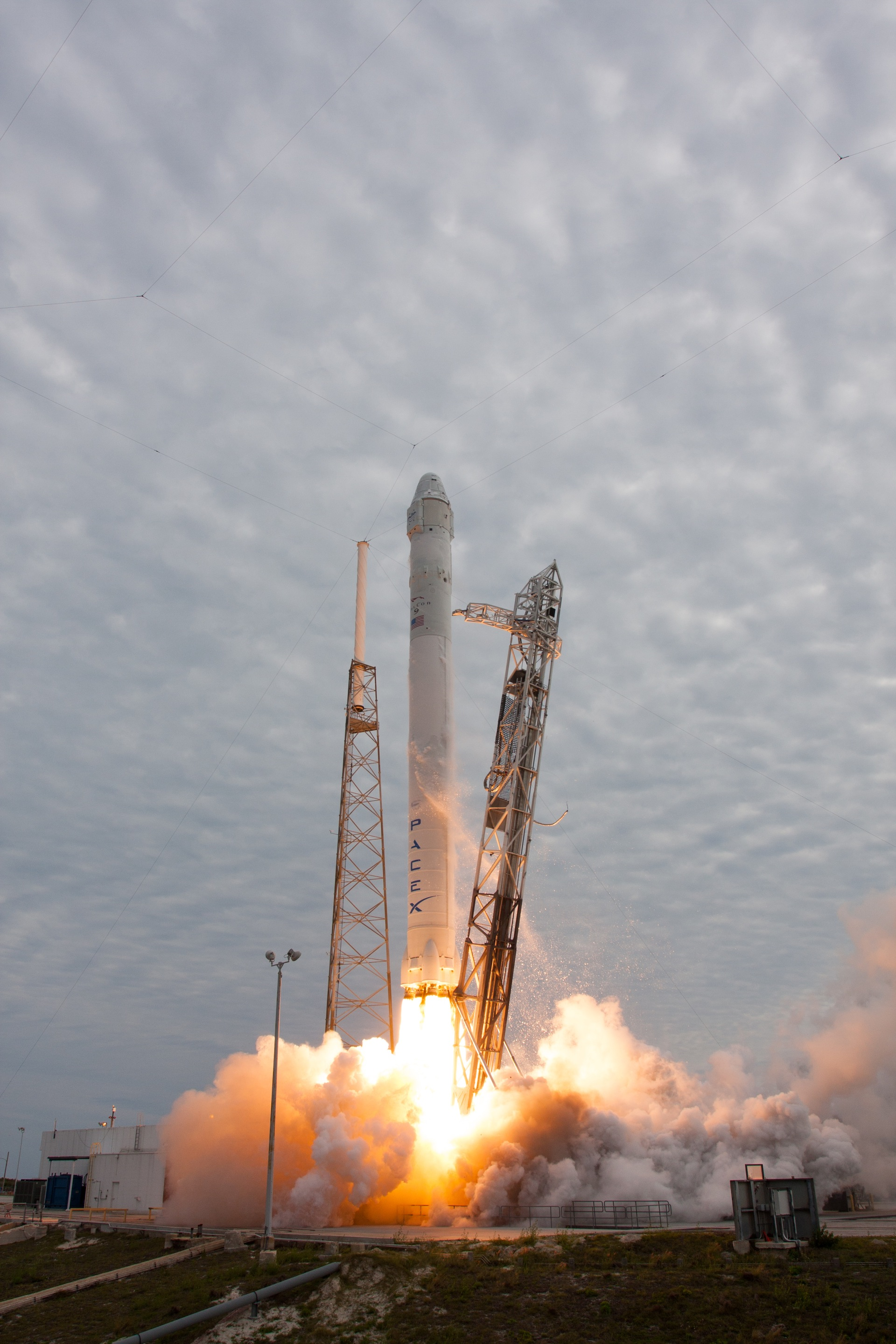
Dragon-missie CRS-2 werd met een Falcon 9 v1.0 gelanceerd.

De Falcon 9 v1.0 werd aangedreven door negen SpaceX Merlin 1C-raketmotoren, die ook in de eerdere Falcon 1 met succes werden gebruikt. De motoren van de eerste trap waren in een zogenaamde 3x3-ophanging geplaatst. Van de Falcon 9 v1.0 werden er vijf stuks gelanceerd. Deze raket was met een lengte van 47,8 meter een stuk korter dan de latere uitvoeringen. De eerste vlucht was op 4 juni 2010 en de laatste op 1 maart 2013. De Falcon 9 v1.0 heeft alleen Dragons en op de eerste vlucht een Dragon-massasimulator gelanceerd.

#### Falcon 9 1.1

De 3x3 configuratie van de Falcon 9 v1.0 en de octaweb-configuratie van de Falcon 9 v1.1 en latere versies

De Falcon 9 v1.1 was 60% krachtiger en werd aangedreven door negen SpaceX Merlin 1D-raketmotoren die krachtiger zijn (de stuwkracht-gewichtsverhouding van de Merlin 1D is de effectiefste voor een raketmotor tot nog toe), waardoor de raket meer vracht kan meenemen. De motoren van de eerste trap werden in een zogenaamde octaweb-configuratie opgehangen met een motor in het midden en acht motoren in een cirkel eromheen. 
De Falcon 9 v1.1 werd in september 2013 voor het eerst met succes gelanceerd. Vanaf januari 2015 was SpaceX bezig met het rechtstandig laten landen van de eerste trappen van de Falcon9 v1.1 op een zelfsturend drijvend platform (Autonomous Spaceport Drone Ship, ASDS) in de oceaan. Anno april 2015 waren er drie mislukte pogingen gedaan. Tweemaal viel de booster om en eenmaal werd (bewust) niet op het schip maar in zee geland wegens storm. 
Deze raketten, die met uitklapbare poten waren uitgerust, werden in de ontwikkelingsperiode (2013-2015) op het 'launch manifest' aangegeven als Falcon 9R of afgekort F9R, maar die toevoeging is verdwenen toen het standaard werd om Falcon 9 van een landingsgestel te voorzien. De toegevoegde "R" stond voor 'reusable' (herbruikbaar). Het doel van deze landingen is zo min mogelijk schade aan de eerste trap te veroorzaken, zodat ze snel met slechts een kleine controle-en-opknapbeurt kunnen worden hergebruikt. 
Eerder landden de vastebrandstof hulpraketten van de spaceshuttle aan een parachute in zee. Die raakten echter zwaar beschadigd door het zeewater, waardoor de opknapbeurt een dure en tijdrovende bezigheid was die vrijwel geen besparing opleverde. 
Van de Falcon 9 v1.1 werden er vijftien stuks gelanceerd. Met dit type is uiteindelijk geen succesvolle landing uitgevoerd hoewel de laatste booster (waarvan een poot niet goed vergrendeld was en terug inklapte waarna de raket omviel) er dichtbij kwam.

#### Falcon 9 Full Thrust
Vanaf vlucht OG2 (21 december 2015) tot en met CRS-15 (29 juni 2018) vloog de Falcon 9 v1.1 full thrust 36 keer met succes. Deze raket die in de media vaak Falcon 9 v1.2 of Falcon 9-FT werd genoemd, had een 20% krachtiger booster en een 2 meter langere tweede trap, die door gebruik van een nieuwe brandstofverhouding 25% meer kracht uit de Merlin-1D-raketmotoren kon persen. Hierdoor ontstond de capaciteit die nodig was om de eerste rakettrap terug naar lanceerbasis te laten vliegen en rechtstandig te laten landen op het landingsplatform.
Door de brandstof, RP1-raketkerosine en vloeibare zuurstof (LOX) extra koud te maken (Rp1 -7 °C en LOX -206 °C net boven de stollingstemperatuur van zuurstof) paste er meer LOX in de tanks van de Falcon 9 v1.1FT en kon er meer brandstof tegelijk naar de Merlin-1D-motoren. Deze tanks moesten echter korter voor de lancering worden gevuld. Het vulproces begon vijfendertig minuten voor de lancering in plaats van drie uur. Voor vluchten die meer brandstof eisten, doordat de lading erg zwaar was of extra snelheid is vereist, bleef een drone-schip de plaats om te landen. Ook moest er voor iedere landing op land speciale toestemming van de luchtvaartautoriteiten worden verkregen. 
In de loop van 2016 en 2017 werden nog kleine aanpassingen aan het ontwerp van de Falcon 9-FT gemaakt, waardoor de kracht van de motoren nog eens met 15% werd verbeterd. Doordat deze verbeteringen stapsgewijs werden doorgevoerd zijn er vier uitvoeringen van de Falcon 9 FT gebruikt. Deze variaties worden omschreven als Block-1, Block-2, Block-3 en Block-4. 
Van de Block-2 en Block-3-uitvoeringen is niet duidelijk wat de eerste vlucht was. De eerste Falcon 9 Block-4-lancering was CRS-12. De Block-3-uitvoering bleef een aantal maanden naast de Block-4 bestaan. Beide uitvoeringen konden vanaf dezelfde lanceerinstallaties worden gelanceerd. De boostertrappen van de Block-3 en Block-4 waren beiden geschikt bevonden voor maximaal twee vluchten. Om die reden liet SpaceX vanaf november 2017 de resterende Block-3- en Block-4-boosters op hun tweede vlucht niet meer landen om zo de oude voorraad boosters uit te faseren en ruimte voor de volgende generatie Falcon 9’s te maken. Wel werden landingen in het water uitgevoerd om data over hoog-energetische landingen te winnen zonder een landingsschip te beschadigen. Ook bespaarde SpaceX hiermee de kosten van de berging, opslag en sloop van deze verder onbruikbare rakettrappen. 
Op de laatste drie Block-4-vluchten was de tweede trap al als Block-5 uitgevoerd. De Block-4-uitvoering had volgens Musk wel vaker dan twee keer kunnen vliegen, maar dat zou na iedere vlucht intensief onderhoud vergen.

#### Falcon 9 Block-5

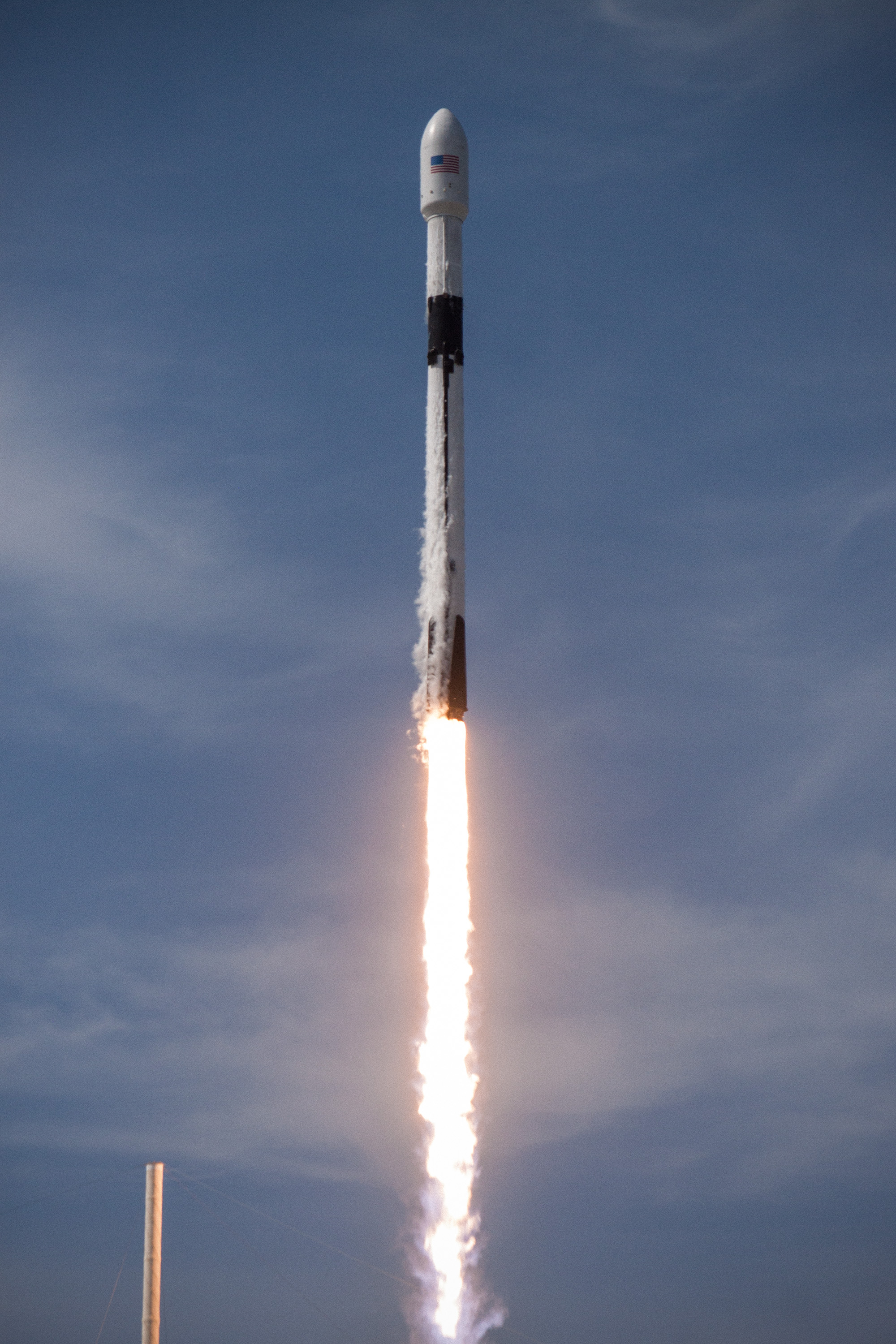
Een Falcon 9 Block-5

In een Reddit "Ask Me Anything" (AMA) op 24 oktober 2016 gaf de eigenaar van SpaceX, Elon Musk, aan dat er nog één laatste grote upgrade van de Falcon 9 aan kwam. Deze Falcon 9 Block-5 werd ontworpen om lange tijd actief blijven en veelvuldig worden hergebruikt. De Block-5-uitvoering maakte op 11 mei 2018 zijn eerste vlucht.
De negen Merlin 1D-motoren van de eerste trap van Falcon 9 Block-5 die in de toenmalige planning eind 2017 operationeel zouden zijn, zijn zo’n acht procent krachtiger dan de geüpgrade Falcon 9FT (Block 3 en 4). De Merlin 1D van de tweede trap is zo’n vijf procent krachtiger. 
De raket is op zo’n 100 punten geüpgraded. Zo kreeg de Block-5 een aantal verbeteringen waardoor herbruikbaarheid soepeler moet gaan en de raket voor lancering van bemande ruimteschepen kan worden goedgekeurd. Een van de verbeteringen zijn verbeterde turbopompen in de Merlin 1D-motoren. In de loop der tijd was namelijk duidelijk geworden dat er in sommige rotorbladen haarscheurtjes ontstonden. Ook zijn de gridfins niet meer van aluminium maar van titanium. Bij de re-entry na zware GTO-missies bleken de aluminium gridfins door atmosferische wrijving zo heet te worden dat ze door verbranding beschadigd raakten. De titanium gridfins kunnen temperaturen van meer dan 1000 graden Celsius verdragen en zijn volgens Elon Musk de grootste titanium structuren uit een stuk op aarde. De nieuwe gridfins werden overigens voor het eerst ingezet op vlucht Iridium-2 die met een Falcon 9 Block-3 werd uitgevoerd. 
Het landingsgestel was ontworpen om inklapbaar te zijn waardoor het na de landing niet meer hoeft te worden gedemonteerd en de onderzijde is met een verbeterd hitteschild uitgerust. Aanvankelijk bleek het inklappen van de landingspoten echter niet te werken en werden deze nog een tijd lang verwijderd tot er een verbeterd ontwerp was. Na vlucht CRS-17 begin mei 2019 werden de landingspoten voor het eerst opgeklapt.
De boostertrap van de Falcon 9-Block-5 zou in theorie binnen 24 uur opnieuw gelanceerd kunnen worden. Musk hoopte dat in 2019 ook in de praktijk te kunnen bewijzen maar er deed zich dat jaar en ook de twee jaar daarna geen gelegenheid voor waarbij zo kort op elkaar zou worden gelanceerd. 
Dat het ontwerp van de Falcon 9 hierna werd bevroren is belangrijk voor NASA’s Commercial Crew-programma waaronder SpaceX bemanningen in een Dragon 2 naar het ISS vervoert. Aanpassingen brengen altijd risico’s met zich mee en de raket moest zich minimaal zevenmaal in dezelfde configuratie hebben bewezen voordat NASA toestond dat er een bemande capsule mee mocht worden gelanceerd. Iedere aanpassing zou er voor zorgen dat de raket opnieuw goedgekeurd zou moeten worden. 
Overigens heeft Musk gemeld dat er mogelijk nog wel enkele kleine aanpassingen zouden komen. De motoren van de eerste trap zouden nog twee procent krachtiger kunnen worden en de motor van de tweede trap zou nog vijf procent aan kracht kunnen winnen. Het octaweb, de structuur aan de onderkant van de raket waarin de motoren zijn opgehangen is gemaakt van aluminium 7000 in plaats van aluminium 2000 dat op eerdere uitvoeringen werd gebruikt. Ook is het Octaweb watergekoeld zodat het minder heet wordt. Bovendien zijn de onderdelen van het octaweb met bouten en moeren aan elkaar bevestigd en niet meer gelast waardoor die onderdelen gemakkelijk gerepareerd of vervangen kunnen worden. 
De Falcon 9 Block-5 is uitgerust met verbeterde COPV-heliumtanks waarbij een herhaling van het Amos-6-ongeluk waarbij stollende zuurstof een COPV beschadigde, onmogelijk moet zijn. Toch waren er twijfels over de veiligheid van COPV’s. NASA had SpaceX daarom gevraagd om een voorraadje heliumtanks van Inconel te maken als backup voor bemande vluchten. Mochten de twijfels blijven dan hadden deze tanks gebruikt kunnen worden. 
De Block-5 booster is aan zijn uiterlijk gemakkelijk te onderscheiden van eerdere versies doordat het SpaceX-logo op de Block-5 kleiner is uitgevoerd en ter hoogte van de zuurstoftank zit. Op die plek hecht door de extreem lage temperatuur van de zuurstof geen roet aan de raket en blijft het logo zonder schoonmaakbeurt zichtbaar. Ook zijn de interstage, de externe leidingen en het landingsgestel in het zwart uitgevoerd waar dat bij eerdere varianten wit is. Die zwarte delen hebben een nieuw soort hitteschild dat ook nog eens waterafstotend is zodat het behalve tegen de hitte van de luchtwrijving ook tegen bluswater bestand is.
De eerste Falcon 9-Block-5 bevatte nog niet alle upgrades waaronder de verbeterde COPV’s. Deze lancering telt daardoor nog niet mee voor de zeven kwalificatievluchten die voorafgaand aan de eerste bemande testvlucht onder NASA’s Commercial Crew development-programma zijn vereist. De nieuwe COPV’s zouden pas op de onbemande testvlucht van de Crew Dragon (vluchtnaam DM1) worden gebruikt.
Musk verwachtte in eerste instantie tussen de 30 en 50 block-5-boosters in gebruik te hebben voor zo’n 300 lanceringen. Inmiddels heeft hij dat bijgesteld naar 20 inclusief Falcon Heavy-boosters omdat de ontwikkeling van het Starship dat de Falcon 9 moet opvolgen voorspoedig lijkt te gaan. De eerste block-5-booster (B1046) werd na de eerste vlucht bijna volledig uit elkaar gehaald en onderzocht om te bewijzen dat deze geschikt voor hergebruik. Een paar maanden later maakte deze zijn tweede vlucht.
In september 2018 was de onderhoudstijd van de Block-5 reeds teruggebracht tot vier weken. Dit hoopte SpaceX in de loop van 2019 tot een dag te kunnen verkorten. In augustus 2021 gaf Musk in een interview aan dat ze op dat moment de oudste Block 5-boosters zo min mogelijk gebruikten omdat ze veel meer tijd en mankracht vergden om klaar voor hergebruik te maken dan later gebouwde boosters.

### Herbruikbaarheid
SpaceX heeft zich ten doel gesteld raketten goedkoper te kunnen lanceren door ze meermaals te kunnen gebruiken. 

#### Herbruikbaarheid van eerste trappen
De eerste fase daarvan was het herbruikbaar maken van het duurste deel van de Falcon 9, de eerste trap (core-booster) die ongeveer 70% van de totale lanceerbedrag kost. Dit is reeds de praktijk geworden. In het in 2017 afgeronde proces van experimentele landingen, dat een aantal jaren in beslag nam, was het zeven keer gelukt om een core-booster te laten landen; vijfmaal lukte dit niet. Sinds CRS-10 (19 februari 2017) worden boosterlandingen als routine gezien. Het totaal aantal geslaagde boosterlandingen (inclusief Falcon Heavy-boosters) stond op 29 januari 2020 op 49 en de boosters worden sinds de introductie van de Block-5 variant in 2018 veelvuldig hergebruikt. Eerdere versies konden maar een keer worden hergebruikt. Anno juni 2024 heeft SpaceX ruim 250 succesvolle landingen op rij met falcon-boosters uitgevoerd.
De eerste "reflight" vond plaats op 30 maart 2017 met missie SES-10. Voor die vlucht werd de booster die CRS-8 tot de rand van de ruimte bracht hergebruikt. Het hergebruiken van de eerste trappen zou de prijs per lancering vanaf 2017 met 30 procent moeten doen verminderen. Musk gaf aan in 2017 mogelijk zes vluchten met gebruikte boosters uit te voeren. Voor de eerste Falcon Heavy-vlucht waren twee eerder gebruikte Falcon 9 boosters aangepast om als side-boosters te functioneren.
Gelande boosters zien er met een hoogte van 47 meter op het oog erg instabiel uit. De werkelijkheid is echter dat de brandstoftanks bij de landing bijna leeg zijn en het grootse deel van het totaalgewicht de Merlin-motoren zijn die onderaan zitten. Daardoor staat de booster stevig genoeg om op het dek van een schip dat aan golfslag onderhevig is te blijven staan. Zelfs wanneer deze enigszins uit het lood staat zoals bij de vluchten Thaicom 8  en BulgariaSat 1 het geval was. 
Om het zekere voor het onzekere te nemen heeft SpaceX een zware robot ontwikkeld die zichzelf onder een op het droneschip gelande Falcon-booster kan rijden en de booster kan vastgrijpen en ondersteunen. Deze robots zijn in het voorjaar van 2017 aan boord van de droneschepen geplaatst en werden voor het eerst ingezet na de harde landing van BulgariaSat 1-booster op 23 juni 2017. 
Op 18 augustus was de meest gebruikte eerste trap de booster met serienummer B1049. Deze had op dat moment zes vluchten gemaakt. Volgens Elon Musk komt het zelden tot nooit voor dat er een volledige motor moet worden vervangen. Wel verslijten losse onderdelen van turborotoren na verloop van tijd en worden die dan vervangen.

##### Landingsprocedure
De landingsprocedure van de eerste trap komt zeer precies. Als de raket terugkeert naar land wordt de zogenaamde backburn uitgevoerd waarbij de laterale richting en snelheid van de raket wordt gedraaid. De opwaartse snelheid wordt daarna nog door de gravitatie van de aarde teniet gedaan. Na de backburn stijgt de rakettrap dus nog zo’n honderd kilometer naar een hoogte van bijna tweehonderd kilometer. Wanneer de raket voor een landing op een droneschip gaat, dan vervolgt deze zijn ballistische vlucht zonder backburn. De raket wordt dan bestuurd door het reaction control system dat bestaat uit een aantal stikstof-stuwers.
Voordat de raket de atmosfeer binnenkomt worden de motoren ontstoken voor de re-entry burn om zoveel af te remmen dat de raket aan zo minimaal mogelijke luchtwrijvingshitte wordt blootgesteld. Er moet dan wel voldoende brandstof voor de landing overblijven. Bij de vlucht door de atmosfeer wordt de booster verder afgeremd door de lucht. De gridfins zorgen dan voor de sturing. Met name het octaweb en de gridfins worden aan de hitte blootgesteld.
Een of drie raketmotoren worden afhankelijk van de resterende snelheid gebruikt om de rakettrap met de landing burn af te remmen en op het moment van de eigenlijke landing tot stilstand te brengen. De minimale kracht van een Merlin 1D is zo krachtig dat wanneer de bijna lege raket iets te vroeg tot stilstand zou komen deze weer omhoog zou vliegen en vervolgens met een lege tank zou neerstorten. Maar ontbranden de landingsmotoren te laat dan breekt het landingsgestel door de hoge snelheid en crasht de raket eveneens. Deze hoverslam-methode moet dus in één keer goed gebeuren waarbij de timing van de ontsteking van de motoren perfect moet zijn.
De raket wordt tijdens de vlucht terug naar aarde richting een plaats op zee niet ver van de landingsplaats gericht. Pas tijdens de landing burn wordt de raket naar de eigenlijke landingslocatie gestuurd. Dit voorkomt dat een raket wanneer er iets mis gaat voor de landing burn het landingsschip of de landingsplaats beschadigt. Ook is de boordcomputer uitgerust met informatie waar bebouwing is zodat de raket “weet” wat hij moet ontwijken.
Het is sinds begin 2017 de landingen als routine werden beschouwd slechts twee keer voor gekomen dat een Falcon 9-boosterlanding mislukte.

##### Na de landing
Wanneer de booster op een droneschip is geland, dan rijdt er een zelfsturende zeer zware robot over het dek tot onder de motoren. Deze heeft vier grijparmen die in het octaweb worden vastgezet zodat de raket bij stevige golfslag niet over het dek kan glijden (iets wat een enkele keer voor het gebruik van de robot is gebeurd). Daarna kan het droneschip terug naar de haven worden gesleept waar de raket met kraan op de kant wordt gezet. Om de raket op te hijsen wordt er een hijskap op de top van de booster geplaatst. Bij Full Thrust-boosters werd de raket eerst op een speciale “kruk” op de kade geplaatst waarna het landingsgestel werd verwijderd. Voor de Block-5-uitvoering is de hijskap aangepast met vier lieren waarmee de landingspoten worden opgehesen en ingeklapt. Daarna wordt de booster met behulp van een tweede, kleinere kraan in horizontale positie gebracht, op een voertuig gelegd en naar een hangar voor inspectie en onderhoud gereden.
Bij een landing op land hoeft de raket niet te worden gestabiliseerd door een robot. Verder zijn de procedures vrijwel gelijk.

#### Herbruikbaarheid van de neuskegel
De volgende stap in herbruikbaarheid die Elon Musk na de tweede succesvolle landing aankondigde is dat de zogenaamde "payload fairing" die zo'n zes miljoen dollar kost, herbruikbaar moet worden. De neuskegel wordt ongeveer drie-en-een-halve minuten na de lancering op een hoogte van zo'n 100 kilometer, waar vrijwel geen lucht meer is, in twee delen afgeworpen en valt normaliter te pletter in zee. Men sprak erover dat de delen met stuurbare parachute op drijvend luchtkussens landen. Op 30 maart 2017 werd zeker één deel van een neuskegel voor het eerst op de juiste plaats in zee geland. Uiteindelijk werden twee schepen met vangnetten uitgerust voor deze taak.
Eerder plaatste SpaceX al kleine camera's in de fairing om de re-entry te bestuderen. Een filmpje daarvan werd in 2015 op YouTube geplaatst. Na vlucht Iridium-2 op 25 juni 2017 meldde Musk op Twitter dat er problemen met de bestuurbare parachute moesten worden opgelost. Hij verwachtte dat dat voor het eind van het jaar zou lukken. Tijdens vlucht Iridium 4 werd een nieuwe poging tot berging gedaan. Op foto’s op sociale media was te zien dat een van de schepen van SpaceX, de Mr Steven, werd uitgerust met vier ver uitstekende palen op het achterdek waaraan een vangnet bevestigd kan worden. Na enkele pogingen - de boot werd op 50m gemist - werd Mr Steven uitgerust met een nog veel groter net. Hierna werden nog enkele mislukte pogingen tot vangen gedaan en werd er geoefend door neuskegelhelften van onder een helikopter te laten vallen. 
Na het niet vangen van een helft na vlucht SSO-A (3 november 2018) tweette Elon Musk dat ze de helften uit zee zouden halen, laten drogen en gaan schoonmaken. Door veel media werd daarna gespeculeerd dat de strategie van het vangen wordt losgelaten. Mr Steven werd in februari 2019 naar Port Canaveral gevaren en aan de oostkustvloot toegevoegd. Daarna werd een nieuw type vangnet dat meer meegeeft zodat de fairing er niet uit kan stuiteren geplaatst. 
In juni 2019 werd de naam van het schip na te zijn verkocht aan Guice Offshore veranderd in GO ms. Tree. Een naam die in lijn is met andere schepen van dat bedrijf die ook door SpaceX worden gehuurd GO Quest, GO Searcher en GO Pursuit heten. 
Op zijn eerste missie aan de Oostkust van de Verenigde Staten lukte het SpaceX een helft te vangen. Het betrof Falcon Heavy-vlucht STP-2. In 2019 werd ook een zusterschip van GO ms. Tree, genaamd GO ms. Chief gehuurd en aangepast voor neuskegellandingen. Het vangen van neuskegels is behoorlijk ingewikkeld omdat de wind en golfslag een grote moeilijker voorspelbare rol spelen. Ook moet de parachute met een perfecte timing worden afgekoppeld omdat deze anders de neuskegelhelft weer uit het vangnet trekt. Zowel de schepen als de parachutes worden tijdens de actie door en computer bestuurd, maar de software was in april 2020 nog onvoldoende verfijnd om veelvuldig tot succes te komen. Daarom zijn de fairingcatcher-schepen met een tweede net uitgerust waarmee een gemiste neuskegelhelft uit zee kan worden gevist. Ook dan is een neuskegel herbruikbaar maar is een intensievere opknapbeurt nodig. 
Op 20 juli 2020 slaagde SpaceX er voor het eerst in beide helften op te vangen. Wanneer een neuskegelhelft wordt hergebruikt wordt er op de onderrand een kleine afbeelding van een van de vangschepen aangebracht. Toch lukte dit meestal niet. Ook raakte een van de schepen een keer beschadigd bij een poging tot vangen. 
In februari 2021 werden de armen van de vangschepen verwijderd. Aangenomen wordt dat SpaceX stopt met het vangen van neuskegelhelften en ze voortaan uit het water vist. Aanwijzingen hiervoor werden gezien in het feit dat het ontwerp van neuskegels rond die tijd ook was veranderd. De ontluchtingsgaten zijn naar de zijkanten gebracht waardoor deze bij een landing in zee boven de waterlijn zitten en zeewater er niet door naar binnen stroomt. Ook werd door SpaceX-supportschepen geoefend voor het aan boord takelen van neuskegelhelften met de achterstevenkraan die normaliter voor het aan boord takelen van Dragon-capsules wordt gebruikt.

#### Geen herbruikbare tweede trap
In november 2018 gaf Elon Musk aan niet langer op herbruikbaarheid van de tweede trap in te zetten ten behoeve van een snellere ontwikkeling van de BFR. 
In eerdere plannen zou ook de tweede trap herbruikbaar worden wat zou inhouden dat de tweede trap met een hitteschild zou moeten worden uitgerust en rechtstandig kunnen landen. Dat plan werd echter voorlopig opgeschort omdat het onvoldoende besparing zou opleveren en SpaceX zijn mankracht liever voor andere projecten inzette. Maar na de successen van vlucht 32 (eerste hergebruikte booster en eerste stap naar herbruikbare neuskegel) gaf Musk aan de ontwikkeling van een herbruikbare tweede trap te heroverwegen. De eerste test zou dan tijdens de Falcon Heavy-demonstratievlucht zijn. Hij achtte de kans op succes echter klein. Gwynne Shotwell gaf aan dat het doel van het landen van upperstages niet zozeer herbruikbaarheid is, maar vooral het opdoen van kennis met het oog op de ontwikkeling van de Big Falcon Rocket die op den duur de Falcon 9 moet vervangen. Dragon mission manager Jessica Jensen gaf in december 2017 nog aan dat de herbruikbare tweede trap op dat moment weinig prioriteit had.

##### Concept: remballon
Op 15 april 2018 tweette Elon Musk dat het weliswaar gestoord klinkt maar ze gaan een tweede trap uitrusten met een “gigantische feestballon”, een met helium opblaasbaar geheel dat de tweede trap moet afremmen bij terugkeer in de atmosfeer. Dit werkt bij hoge snelheden beter dan parachutes omdat deze ballon een vaste vorm heeft. De tweede trap vertegenwoordigt ongeveer 20 procent van de totale waarde van een Falcon 9-lancering. In 2013 toonde NASA met experiment IRVE-3 al aan dat een door hun ontwikkeld opblaasbaar hitteschild werkte. Deze techniek zal ook door concurrent ULA worden gebruikt bij het bergen van de hoofdmotoren van de Vulcan. Het is niet duidelijk of ook het plan van SpaceX deze techniek gebruikt. Vanaf vlucht Iridium 6 (eind mei 2018) heeft SpaceX de tijdens de destructieve terugkeer in de atmosfeer van tweede trappen metingen uitgevoerd om zo meer kennis daarover op te doen.

### Lanceerplaatsen
De Falcon 9 wordt gelanceerd vanaf drie lanceercomplexen.
- Lanceercomplex SLC-40 op het Cape Canaveral Air Force Station is het drukst bezette platform en is het langst voor de Falcon 9 in gebruik. Dit platform is alleen uitgerust voor de Falcon 9 en wordt voor lanceringen in de draairichting van de aarde gebruikt. Er werd in 2010 voor het eerst een Falcon 9 gelanceerd.  Het lanceerterrein werd een aantal keer geüpgraded en was na het Amos 6-ongeluk ruim een jaar uit de running. Sinds 2024 is het platform dankzij de bouw van een toegangstoren geschikt voor al dan niet bemande Dragon 2-lanceringen. Vroeger was dit complex in gebruik voor de Titan III en Titan IV
- Lanceercomplex SLC-4E van Vandenberg Space Force Base zag in 2013 zijn eerste Falcon 9-lancering. Het wordt gebruikt voor lanceringen naar polaire-en-retrograde-aardbanen. Bij de bouw van dit lanceercomplex werd al rekening gehouden met de Falcon Heavy. Met enkele aanpassingen kan ook die raket er worden gelanceerd. Het complex was vroeger in gebruik voor verschillende Titanconfiguraties en de Atlas-Agena
- LC-39A van het Kennedy Space Center ligt enkele kilometers noordelijk van SLC-40. Het zag zijn eerste Falcon 9-lancering in 2017. Het was toen versneld in gebruik genomen omdat SLC-40 zwaar beschadigd was en het de taken daarvan tijdelijk moest overnemen. Hoofddoel van het platform zijn echter Falcon Heavy-lanceringen en bemande Falcon 9-lanceringen. Het platform werd vroeger gebruikt voor Apollo- en Spaceshuttle-lanceringen waaronder Apollo 11.
- SLC-6 van Vandenberg Space Force Base werd in 2023 aan SpaceX toegewezen voor het lanceren van Falcon-raketten en wordt sinds dien verbouwd.

SpaceX heeft in Boca Chica hun SpaceX South Texas Launch Site in ontwikkeling. Lange tijd was het plan om ook daar Falcon 9’s te lanceren. Inmiddels zijn die plannen veranderd en is dit de test- en lanceerlocatie van Starship.

## Anomalieën
Tot nog toe hadden alle Falcon 9-versies (1.0, 1.1, 1.1FT en de Block 5) te maken met ten minste één ernstige anomalie. Twee Falcon 9-missies mislukten volledig (Falcon 9 v1.1-vlucht nummer 19, missie CRS-7, en Falcon 9 FT, voorgenomen vlucht 29, missie Amos-6), en bij twee vluchten is een van de 9 hoofdmotoren van de eerste trap  uitgevallen (Falcon 9 v1.0, vlucht-nr 4, missie CRS-1 en Falcon 9-Block 5, vlucht nr-83, Starlink V1L5). Een keer kon de tweede trap door lekkage niet herstarten. Na 100 vluchten kon worden gesteld dat de Falcon 9 98,5 procent succesvolle missies vloog. Wanneer Amos-6 wordt meegerekend, dan stond de succes-rate na 100 vluchten op 97,5 procent. Het mislukken van boosterlandingen is daarin niet meegenomen daar dat geen onderdeel van de eigenlijke missies is.
Doordat de eerste trap, net als Saturnus V, meerdere motoren bevat, kan een missie toch doorgaan, mocht een van de motoren tijdens de vlucht uitvallen. Falcon 9 is de eerste raket sinds de Saturnus-serie van het Apolloprogramma die deze mogelijkheid heeft. De Merlin-1C en de Merlin-1D zijn ook nog eens voor herbruikbaarheid ontworpen en kunnen veel meer aan dan veel andere raketmotoren. De Merlin-1C die ook op de Falcon 1 werd gebruikt was zelfs ontworpen om tegen zeewater te kunnen.
Een Falcon 9 stuurt tijdens een lancering meer dan 3000 parallelle telemetrie-datastromen door waarvan een groot aantal van kleine (interne) HD-camera's afkomstig zijn. Hierdoor is het mogelijk minutieus onderzoek te doen naar oorzaken van een eventueel ongeluk. Dit heeft ook de waarschijnlijke oorzaak van het ongeluk met vlucht CRS-7 naar voren gebracht.
Sinds vlucht 30 (CRS-10) heeft de Falcon 9 een actief autonoom vluchtveiligheidsysteem (AFSS, Autonomous Flight Safety System) aan boord. Dit systeem werd in samenwerking met onder andere het DoD, NASA en de FAA ontwikkeld en heeft als doel dat een raket die buiten de veilige marges van de vlucht komt het vluchtpatroon zo kan veranderen dat de vlucht op een zo veilig mogelijke wijze wordt afgebroken. Afhankelijk van de afwijking is een onmiddellijk selfdestruct-commando een van de mogelijkheden.
Eerder werd dit systeem al op een aantal vluchten getest, maar had het niet de autoriteit tot afbreken. Ook concurrent Northrop Grumman Space Systems ontwikkelde een soortgelijk systeem dat in 2013 debuteerde.

#### Engine-out anomalieën
Bij CRS-1 (8 oktober 2012) waarbij een motor ontplofte werd de Dragon-module in de juiste baan gebracht, maar de secondaire vracht, een Orbcomm-satelliet, kwam in een te lage baan terecht doordat onder de ontstane omstandigheden de tweede trap van NASA niet nogmaals mocht ontbranden om de mogelijkheid van een botsing met de reeds afgestoten Dragon en/of het ISS uit te sluiten. De gevolgen voor het SpaceX-schema waren klein omdat SpaceX op dat moment nog niet zo’n hoog lanceertempo had en genoeg tijd had om de oorzaak samen met NASA te onderzoeken. De anomalie was waarschijnlijk het gevolg van een zwakke plek in het metaal die bij de productie van de Merlin 1C was ontstaan en tijdens testen niet was ontdekt.
Bij de Starlink V1L5, (18 maart 2020), viel een motor uit. Door de engine-out-capaciteit kon de booster door langer te branden toch de gewenste snelheid halen. De boosterlanding was door de ontstane afwijking in het traject echter onmogelijk geworden. Omdat het om een oude booster ging die al was afgeschreven voor gebruik voor klanten (Starlink is een divisie van SpaceX) en de hoofdmissie slaagde lijkt deze anomalie vooralsnog weinig gevolgen voor SpaceX-lanceerschema te hebben. Desalniettemin werd de oorzaak onderzocht en sloot NASA zich bij het onderzoeksteam aan. Dit was de eerste en vooralsnog enige keer dat een Merlin 1D-motor faalde. De motor bleek te zijn uitgevallen nadat een kleine hoeveelheid 2-propanol (reinigingsvloeistof) in een sensor was gelekt en tot ontbranding was gekomen.

#### Ongeluk CRS-7
Tijdens CRS-7, een bevoorradingsmissie van het ISS namens NASA op 28 juni 2015, explodeerde de raket twee minuten en negentien seconden na de lancering, vlak voor de ontkoppeling van de eerste trap. De Dragon-capsule, die voedsel, water, kleding en experimenten bevatte, is hierbij met inhoud verloren gegaan. Dit was het eerste ongeluk met een Falcon 9.
CRS-7 was de negentiende vlucht van een Falcon 9 en de veertiende vlucht van een Falcon 9 v1.1. De oorzaak bleek te liggen in het afbreken van een steunbalk die een heliumtank op zijn plaats moest houden in de zuurstoftank van de tweede trap. Dit zette een kettingreactie in werking waardoor de tweede trap uit elkaar viel en de eerste trap een zelfvernietigingscommando kreeg. Voor de gewraakte steunbalken die niet allemaal aan de gestelde certificatie-eisen voldeden werd een andere leverancier gezocht. SpaceX zou ze voortaan zelf testen en certificeren. SpaceX zou pas een half jaar later, op 21 december 2015, de 'return to flight' maken.

#### Ongeluk Amos-6
Op 1 september 2016 explodeerde de Falcon 9 FT die op 3 september Spacecoms 205 miljoen Amerikaanse dollar kostende Amos-6-communicatiesatelliet op de 29e Falcon 9-vlucht had moeten lanceren op het lanceerplatform SLC-40, enkele minuten voor een 'static fire test', waarbij de brandstoftanks worden gevuld en wordt getest of de motoren starten. Volgens de eerste berichten was er in de tweede trap iets misgegaan waarna een zelfvernietigingsmechanisme in werking trad. Op beelden van de explosie die naar buiten kwamen was te zien dat de tweede trap explodeerde en de neuskegel (met vracht) op de grond viel waarna nog een aantal explosies volgden.
Een van de heliumtanks die in tank voor vloeibare zuurstof van de tweede trap zitten zou volgens SpaceX door een unieke samenloop van omstandigheden zijn opengescheurd. De vloeibare zuurstof die tot net boven het stollingspunt wordt gekoeld kon vrijelijk tussen de vezels van de koolstofvezelomwikkeling waarmee de heliumtank versterkt is vloeien. Bij het vullen met helium, dat ditmaal voor het eerst kouder dan de cryogene zuurstof was om het vulproces te verkorten koelde de zuurstof nog verder af waardoor hier kristalvorming ontstond. De wrijving tussen ijzig geworden zuurstof en de buitenlaag van de tank maakte dat de vezels een voor een braken waardoor de tank verzwakte tot het punt waarbij de heliumtank kon openscheuren. Hierdoor kwam de zeer hoge druk van het helium in een keer in de zuurstoftank terecht. Deze te hoge druk binnen deed de zuurstoftank scheuren op de naad tussen de kerosinetank en de zuurstoftank. Een vonk bracht alles tot ontbranding. 
Het lanceerplatform SLC-40 liep grote schade op en was ruim een jaar buiten bedrijf. LC-39A was voor die duur het enige Falcon 9-lanceercomplex aan de oostkust. Het ongeluk weerhield SpaceX voor de duur van vier maanden van het lanceren. Er werd besloten voorlopig naar een ouder vulproces terug te keren en voor later nieuwe heliumtanks te ontwerpen. Op 14 januari 2017 was de 'return to flight'.

#### Starlink Group 9-3
Op 12 juli 2024 bereikte de tweede trap van de 354e Falcon 9-vlucht niet de beoogde baan. Tijdens de eerste stoot van de tweede trap was op de beelden te zien dat er zich veel meer ijs (gestolde zuurstof) dan anders opbouwde rond de motor. Dit wijst op het weglekken vloeibare zuurstof in of bij de motor. De raket bereikte wel een elliptische parkeerbaan. Toen 45 minuten later de tweede trap moest herstarten om de baan circulair te maken explodeerde de M-vac-motor.
De rest van de tweede trap overleefde de explosie en de twintig Starlink-satellieten werden dan maar in deze lagere dan beoogde parkeerbaan afgezet met het perigeum op een hoogte van slechts 135 kilometer. SpaceX hoopte ze zelfstandig naar een hogere baan te kunnen sturen en er werd contact gemaakt met tien van de satellieten. Maar de ionenmotoren van de satellieten bleken niet opgewassen tegen de luchtweerstand op die geringe hoogte; De satellieten verloren vijf kilometer hoogte per keer dat ze rond de Aarde draaiden en bleken gedoemd om in de atmosfeer terug te vallen.
De FAA gelastte na de anomalie een onderzoek en de Falcon-raketten worden in afwachting van het onderzoek aan de grond gehouden. De explosie was ontstaan als gevolg van een zuurstoflek in de tweede trap. Het was van 335 Falcon-missies geleden dat er een mislukt was.
De oorzaak werd gevonden in een gescheurde zuurstofpijp. Die scheur was ontstaan door een niet goed aangedraaide manchet. Op 27 juli werd het lanceren hervat.

### Starlink Group 8-6, mislukte landing
Op 28 augustus 2024 tijdens vlucht Starlink 8-6 viel booster B1062 vrijwel onmiddellijk na de landing op droneschip A Shortfall Of Gravitas om. Dit triggerde de FAA om de Falcon 9 aan de grond te houden in afwachting van het onderzoek. Dat is opvallend; eerdere problemen bij een boosterlanding waren geen reden om de raket aan de grond te houden. Op 30 augustus kreeg SpaceX toestemming om weer te mogen lanceren. 
Booster B1062 had op dat ten tijde van het ongeluk een recordaantal van 23 lanceringen uitgevoerd en was de oudste Falcon-booster in de vloot.

### Crew-9
Nadat op 28 september 2024 de bemande Crew Dragon van SpaceX Crew-9 in de juiste baan was afgezet ondervond de tweede trap een anomalie tijdens de terugkeer-stoot. Hierdoor keerde de tweede trap op een andere plaats boven de oceaan terug in de atmosfeer dan waar dit had moeten gebeuren. Voor de lancering van ESA’s ruimtesonde Hera op 7 oktober 2024 werd door de FAA bijzondere toestemming om te lanceren aan SpaceX verleend omdat de missie geen terugkeer-stoot bevatte. Op 11 oktober 2024 mocht SpaceX de normale lanceringen van Falcon-raketten hervatten.

### Starlink 11-4
Op 2 februari 2025 lanceerde SpaceX missie Starlink 11-4. Nadat de raket de 22 satellieten had losgelaten bleek er een zuustoflek in de tweede trap te zijn ontstaan. De terugkeerstoot werd daarop geannuleerd. Op 19 februari viel de rakettrap boven Noord-Nederland terug in de atmosfeer wat in Nederland en Duitsland tot veel meldingen van een vuurbal leidde. De COPV-heliumtanks, de onderdelen die de hitte van een terugkeer in de atmosfeer meestal doorstaan, werden in Polen teruggevonden.

## Falcon Heavy

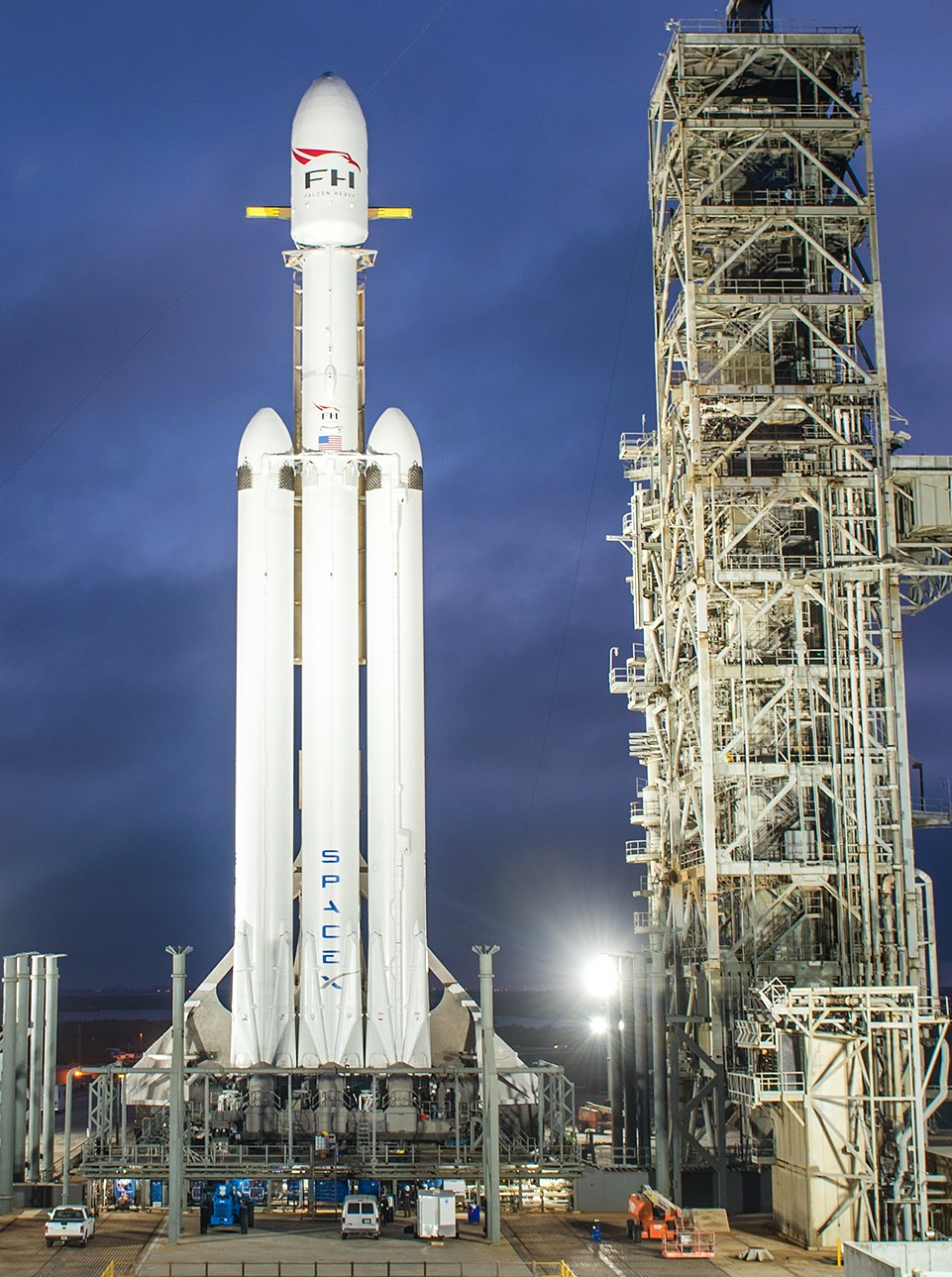
Een Falcon Heavy op lanceerplatform LC-39A

Een superheavyliftvariant van de Falcon 9 is de Falcon Heavy. De eerste demonstratievlucht van de Falcon Heavy werd vele malen uitgesteld maar vond uiteindelijk plaats op 6 februari 2018. Voorwaarde was dat de normale Falcon 9-vluchten eerst weer naar het in 2016 zwaar beschadigde Lanceercomplex 40 terug konden. De eerste missievluchten zijn geboekt en worden later in 2018 verwacht. 
De Falcon Heavy is bedoeld om tot 63.800 kg aan vracht naar een lage baan om de aarde te brengen. Daarmee is het de raket met de grootste vrachtcapaciteit sinds de maanraket Saturnus V, die sinds 1973 niet meer heeft gevlogen, en heeft hij meer dan tweemaal de vrachtcapaciteit van de krachtigste concurrerende raketten (de Delta IV Heavy en de Lange Mars 5 van ULA, die goed is voor 28,8 ton naar LEO).
De Falcon Heavy bestaat uit een Falcon 9 met twee bijkomende Falcon 9-boosters als strap-on-boosters. De middelste core-booster is een verstevigde uitvoering van de normale Falcon 9-booster en op de side-boosters zijn de interstages vervangen door neuskegels. De drie boostertrappen zijn in de meeste gevallen herbruikbaar.

## Vluchten
| jaar   | aantal |
| ------ | ------ |
| 2010   | 2      |
| 2011   | 0      |
| 2012   | 2      |
| 2013   | 3      |
| 2014   | 6      |
| 2015   | 7      |
| 2016   | 8*     |
| 2017   | 18     |
| 2018   | 20     |
| 2019   | 11     |
| 2020   | 26     |
| 2021   | 31     |
| 2022   | 60     |
| 2023   | 91     |
| 2024   | 132    |
| Totaal | 417    |

* Amos-6 is niet meegeteld omdat deze niet is gelanceerd.

## Politieke en economische positie
De Falcon 9 is de enige concurrerende raket op de markt die volledig van Amerikaanse makelij is. Amerikaanse concurrenten (ULA, Northrop Grumman Innovation Systems) gebruiken Russische raketmotoren voor de Atlas V en de Antares. ULA's Delta IV, die wel Amerikaanse motoren gebruikt, is veel te duur om competitief te zijn. Daarbuiten is er concurrentie uit Rusland, China, Japan, Europa en India. Het Amerikaanse Ministerie van Defensie, dat een belangrijke klant van Amerikaanse ruimtevaartbedrijven is, zal om veiligheidsreden echter nooit met buitenlandse bedrijven satellieten lanceren.
Door de oorlog in Oost-Oekraïne en de daardoor ontstane wereldwijde spanning tussen Rusland en het Westen is in de Verenigde Staten het bewustzijn over de afhankelijke positie van de concurrentie ontstaan. Ook vallen Russische raketmotoren onder een handelsembargo. Mede hierdoor zijn concurrenten nu nieuwe EELV-klasse draagraketten aan het ontwikkelen. De Amerikaanse Senaat eist namelijk dat er te allen tijde minimaal twee vergelijkbare ruimtelanceersystemen op de markt beschikbaar zijn, zodat er bij problemen met één systeem altijd een back-up is. Nieuwe raketten zijn de Vulcan van ULA, de OmegA van Northrop Grumman Innovation Systems (voorheen Orbital ATK) en de New Glenn van Blue Origin.
Ook het gegeven dat SpaceX zijn Falcon 9-raketten lanceert voor 61 miljoen USD één derde van de prijs van de concurrentie, helpt mee aan de ontwikkeling van een commerciëlere ruimtevaart waarbij de prijs voor de concurrentie ernstig omlaag moet. Door het ontwikkelen van herbruikbare boostertrappen zal de prijs per SpaceX-lancering waarschijnlijk nog dalen.
Ook de in september 2015 door Blue Origin aangekondigde New Glenn zal een 'goedkope' herbruikbare raket met een grotere vrachtcapaciteit dan de Falcon 9 zijn. De verwachting is dat deze eerder voor 2019 geplande raket niet eerder dan 2023 zal vliegen.
Met de Russische invasie van Oekraïne sinds 2022 verloren Russische raketten door handelsembargo's veel klanten. Doordat de uitfasering van de concurrerende raketten Atlas V en Ariane 5 op dat moment reeds was ingezet, terwijl de opvolgers Vulcan en Ariane 6 hun eerste vlucht nog niet hadden gemaakt bleef voor veel missies een omboeking naar Falcon 9 als enige optie over en won SpaceX veruit de meeste aan de oorlog gerelateerde omboekingen.

## Opvolging en uitfasering
Hoewel de Block 5 de laatste uitvoering van de Falcon 9 zal zijn hintte Gwynne Shotwell op de Paris Air Show 2017 wel op een opvolger die Raptors in plaats van Merlin 1D-motoren gebruikt. De op methalox brandende Raptor, die driemaal zo krachtig maar maar iets groter dan een Merlin is, werd ontwikkeld voor de raket die SpaceX toen Big Falcon Rocket noemde. Het is de effectiefste raketmotor ooit en werd vanaf 2016 getest. Velen gingen ervan uit dat dit een in capaciteit vergelijkbare opvolger zou zijn. Later bleek dat het om het aangepaste BFR-ontwerp ging.
Nog voor de laatste uitvoering van de Falcon 9 Block-5 en de Falcon Heavy hun eerste vlucht maakten heeft Elon Musk aangekondigd deze raketten in de toekomst (va. 2022 in zijn toenmalige planning) te willen vervangen door zijn nieuwe raketontwerp BFR dat later werd omgedoopt tot Starship. Ook de Dragon en Dragon 2 worden dan overbodig. De BFR is weliswaar veel krachtiger en heeft zesmaal de capaciteit van de Falcon 9, maar doordat deze volledig en veelvuldig herbruikbaar zal zijn en bovendien op het veel goedkopere methaan werkt moet deze veel goedkoper worden. SpaceX was van plan eerst een grote voorraad rakettrappen voor Falcon 9 en Falcon Heavy’s te bouwen zodat deze voorlopig in bedrijf blijven. Nadat deze voorraad dan was aangelegd kon SpaceX een groot deel van het personeel en hun fabriek voor de ontwikkeling en bouw van de BFR inzetten. SpaceX wil echter zolang er vraag naar is de Falcon 9 in bedrijf houden. 
Anno 2024 heeft de ontwikkeling van Starship de fase van orbitale testvluchten met steeds verder gevorderde prototypes bereikt. Ondertussen zijn Falcon-raketten zo betrouwbaar en succesvol geworden dat deze waarschijnlijk nog jaren in gebruik blijven voor Starship ze volledig van de markt drukt. Het plan om de voorraad rakettrappen te bouwen is ondertussen aangepast. Er zijn maandelijks tien of meer tweede trappen nodig. En een paar keer per jaar wordt een nieuwe eerste opgeleverd. Zo nu en dan vliegt de Falcon 9 in expendable mode en wordt dus een (meestal oudere) eerste trap afgeschreven.

## Trivia
- Doordat de terugkerende boosters sneller dan het geluid gaan, ontstaat een supersonische schokgolf die tot op tientallen kilometers hoorbaar is. Na de nachtelijke landing van de CRS-9-booster werd het Amerikaanse alarmnummer 911 massaal gebeld omdat mensen dachten dat er een explosie had plaatsgevonden. Na vijf jaar zonder landingen van de spaceshuttle (die ook een supersonische schokgolf veroorzaakte), herkende een deel van de bevolking van Florida het geluid niet meer.[41]
- Er worden twee Falcon 9-boosters tentoongesteld. B1019, die als eerste succesvol landde staat reeds verticaal voor het hoofdkwartier van SpaceX in Hawthorn. B1035 (CRS-11 en CRS-13) wordt in de loop van 2020 horizontaal op Independence Plaza, een deel van het bezoekerscentrum van NASA’s Lyndon B. Johnson Space Center, geplaatst.
- De octaweb-configuratie van de negen motoren was voor de Falcon 9 niet eerder gebruikt maar inmiddels ook in de ontwerpen van de Rocket Lab Electron en Neutron opgenomen evenals in de Relativity Space Terran 1. Ook de ABL Space Systems RS1 heeft negen motoren maar die worden in een andere configuratie gemonteerd.
- In 2023 en 2024 namen deze raketten de lanceringen van de Euclid-ruimtetelescoop en de Hera-sonde over van de ESA. Ze vervingen de Sojoez-raketten waarmee deze missies oorspronkelijk gelanceerd zouden worden aangezien deze raketten niet meer gelanceerd worden vanaf het Europese Centre Spatial Guyanais in Frans-Guyana als gevolg van het handelsembargo door de Russische invasie van Oekraïne sinds 2022.[42]